# Bjarni Herjólfsson

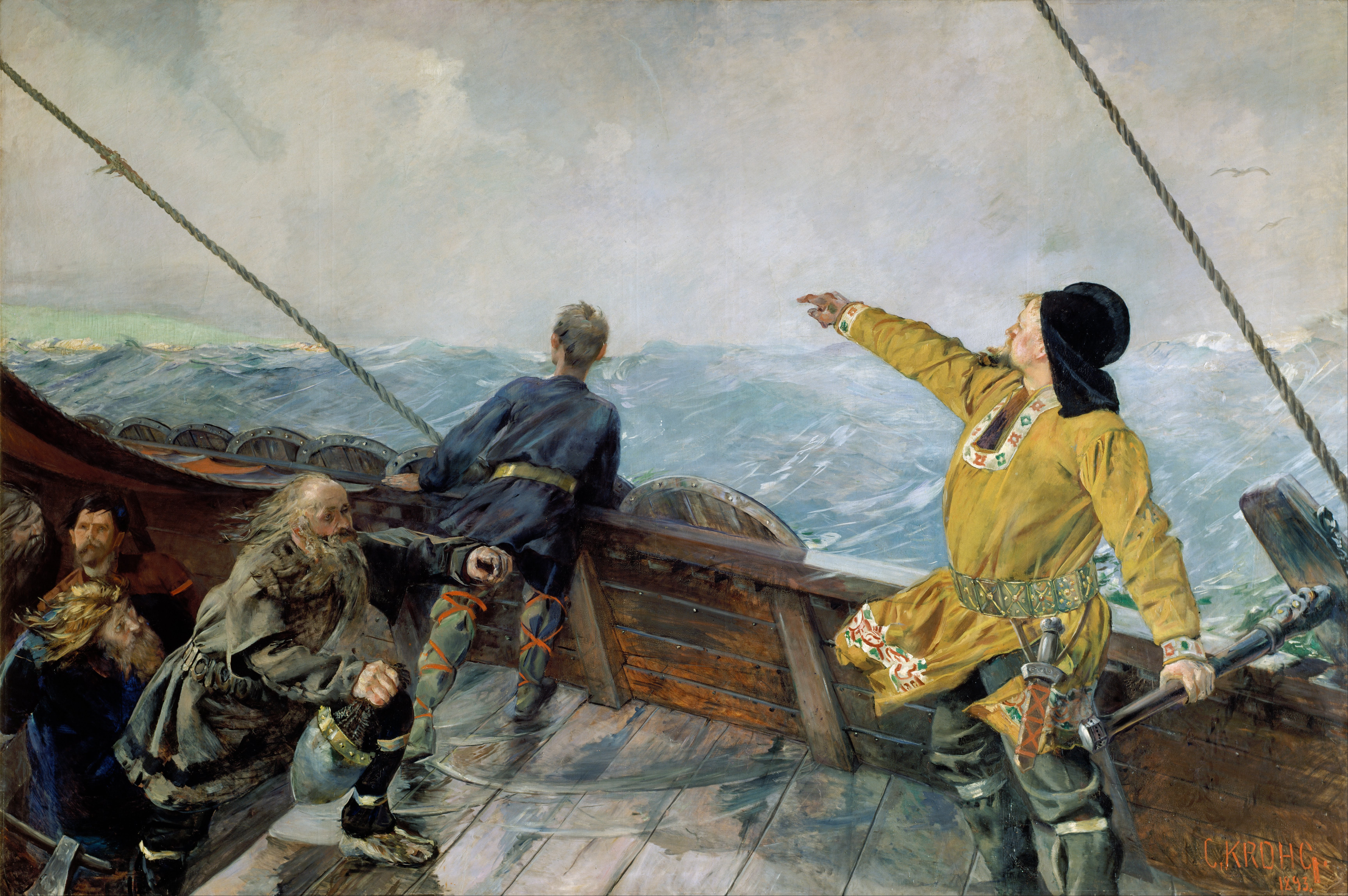
Óleo sobre tela de Christian Krohg. Retrata o explorador Leif Erikson descobrindo terras americanas.

Bjarni Herjólfsson (século X), foi um explorador nórdico, o qual se acredita ter sido o primeiro europeu a avistar as costas da América, em 986, segundo uma menção contida na Saga dos Groenlandeses. Bjarni era filho de um dos primeiros colonizadores víquingues gronelandeses, Herjulf Bårdsson.